# Ninnan Santesson
Gertrud Paulina Santesson (14 de diciembre de 1891 - 14 de enero de 1969) fue una artista y escultora sueca. Las esculturas monumentales de Santesson y los retratos íntimos de sus artistas contemporáneas se consideran sus mayores triunfos creativos.

## Vida
Nacida en Fjärås (Suecia), Ninnan Santesson era la segunda de las tres hijas de Berndt Ehrenfried Santesson y su esposa Edith Elisabet (de soltera Bergman). Creció en la finca de Mälby, en Södermanland, pero su padre murió cuando ella tenía doce años. La familia se trasladó a Estocolmo, donde recibió sus primeras lecciones de escultura de Sigrid Blomberg, amiga de su madre. Durante su estancia en Estocolmo, Santesson fue alumna de la Real Academia Sueca de Bellas Artes, pero más tarde la abandonó para completar su formación en París. Estudió pintura en la Académie Colarossi y escultura en la Académie de la Grande Chaumière. Entabla amistad con Siri Derkert, Anna Petrus-Lyttkens y Lisa Bergstrand. Durante ese tiempo, viajó a Argelia durante año y medio, y su viaje fue decisivo para su evolución estilística. En Argelia pintó un retrato titulado Sr. Iffa, que más tarde se expuso junto a la obra del artista finlandés Engelbert Bertel-Nordström en el Konstnärshuset de Estocolmo. Santesson se casó con Bertel-Nordströmat en 1917.
Santesson trabajó en la mayoría de sus esculturas monumentales antes de 1930, y la mayoría de ellas han estado asociadas con la ciudad de Gotemburgo. Aceptó el encargo de realizar su primera obra de gran envergadura en la ciudad: la renovación de la casa del cónsul Forsberg en Lorensberg. En 1912, decoró la iglesia de Masthugg, ampliamente considerada como un ejemplo del mejor trabajo de Santesson. Cuatro años más tarde, diseñó una escultura del mariscal sueco Erik Dahlberg . La figura fue fundida en granito para el monumento. El mismo año, completó una escultura titulada Genius på högt postament, una estatua del poeta Viktor Rydberg, que vio erigida como monumento público diez años después. La escultura fue diseñada en estilo clásico y a través de ella representó la naturaleza dual del poeta. Su obra de 1930, Kunskapens träd in Skövde, también fue diseñada en el mismo estilo.
A partir de 1930, Santesson dejó de trabajar en esculturas monumentales y centró su atención en modelos de arcilla, terracota y bronce a pequeña escala. Durante este tiempo, pintó retratos de sus amigas, conocidas artistas contemporáneas, como Naima Wifstrand, Marianne Frestadius y Hanna Rydh. Su estudio se convirtió en lugar de reunión de sus viejas amigas, donde Berta Hansson trabajaba en los bocetos, Siri Derkert se encargaba de las esculturas y Maj Bring servía de modelo. La escultura de cuerpo entero de Bring realizada por Santesson suele considerarse una obra maestra. En una reseña, el crítico de arte sueco Ulf Linde dijo: "Las esculturas y dibujos de Ninnan Santesson tienen un vibrato increíble en todas las superficies de la forma. [...] Revela la naturaleza sensible de las cosas en el máximo sentido de la palabra. Nunca es banal". Flicka med hund, su obra final fue diseñada en estilo libre. El modelo se levantó en Mälarhöjden a título póstumo.
Santensson ha realizado varias exposiciones individuales en Estocolmo, Gotemburgo, Uppsala, Lund y Borås . Sus obras han aparecido en muchas exposiciones importantes, incluida la Exposición de Arte Nórdico en Gotemburgo y Optimists en Liljevalchs, y las organizadas por la Asociación General de Arte de Suecia. Las colecciones más notables de su obra de arte se encuentran en el Museo Nacional de Bellas Artes, el Moderna Museet y el Museo de Arte de Gotemburgo . 
Santesson murió en Estocolmo el 14 de enero de 1969. 

## Otras lecturas
- Ninnan Santesson at Svenskt kvinnobiografiskt lexikon

- Datos: Q4976986
- Multimedia: Ninnan Santesson / Q4976986